# Château de La Gravelle
Le château de la Gravelle était un château situé à la lisière de la région forestière située sur les confins de la Bretagne.

## Histoire
Il est construit sur les marches de Bretagne comme un grand nombre de châteaux. Le domaine est fondé par la famille de Laval au XIIe siècle. Il comprenait une motte féodale, entièrement cernée par des douves et une cour, avec un donjon quadrangulaire habité.
Afin de favoriser sa mainmise sur ce secteur stratégique, Guy V de Laval développa les défrichements pour créer le village de La Gravelle. Jusqu'à la fin du XIIIe siècle et au début du XIVe siècle, les Laval utilisent le château : un acte de Guy V de Laval est rédigé en 1194 in Gravellam. Entre 1196 et 1210, Guy VI de Laval concède au prieuré du Plessis-Milcent, plusieurs droits d'usage de la forêt de Frageu, mais conserve le droit de chasser les lapins et les chevreuils.
Le 3 mars 1292, Guy VIII de Laval édicte une franchise depuis la Gravelle. Au XVe siècle, le château, principale place forte de la région avec le château de Laval est progressivement abandonné. Le seigneur de Laval et de Vitré n’utilise plus le chastel que pour fournir le giste d’une nuit ainsi que de l’avoine et du foin pour les chevaux. Le château est probablement un lieu des chasses de la famille de Laval. Les moines se voient accorder de nombreux usages dans les forêts environnantes, néanmoins, les seigneurs de Laval prennent soin de se réserver quelques privilèges.
Après l'occupation du pays par les Anglais, la ville de Laval résistait et les dames de Laval, retirées à Vitré, ne manquaient aucune occasion d'envoyer des secours aux serviteurs du roi et du dauphin-régent. Pour cette « rébellion et désobéissance », le roi d'Angleterre confisquait leur baronnie et leur ville, où le connétable Arthur III de Bretagne était passé après avoir fait lever le siège du Château de La Gravelle au mois de septembre 1426. 
Lors de la guerre de Cent Ans, le château est probablement occupé par Robert Knolles qui y retient prisonnier Robert II de Sillé, capturé à Poitiers et dont la rançon s’élève à 3 000 florins en ceintures d'or et d'argent, pierres précieuses et chevaux.
En 1531, Guy XVI de Laval étant allé dans sa terre de La Gravelle pour y chasser au vol, il y reçut un coup de pied de cheval dont il meurt le 30 mai.

## La chapelle
Les seigneurs de Laval ont fondé la chapelle du château de la Gravelle, et lui avaient donné, en échange des terres de sa première fondation, une rente de 70 livres sur les forges du Port-Brillet, 24 livres de rente sur la baronnie de Vitré, 64 boisseaux de seigle de rente sur les dîmes du seigneur d'Andray, et 3 quartiers de vignes à Bazouge près Vitré, avec droit à toutes sortes de bois dans leurs forêts de la Gravelle. Elle devait chaque semaine trois messes ; deux s'acquittaient dans la prison.  Guy XV de Laval, voulant donner plus d'éclat au chapitre de la collégiale Saint-Tugal de Laval, obtient du cardinal de la Balue, légat en France, une bulle datée de Tours, du 13 février 1484, qui unit à la prébende dont jouissait alors Mathieu Sauquet, les deux bénéfices connus sous le nom de chapelles du château de Laval et du château de La Gravelle, le premier chargé de quatre messes à célébrer par semaine au château de Laval, le deuxième de trois messes par semaine qui devaient être dites à la prison. L'union de ces trois bénéfices devait faire la dotation d'une dignité de chantre, semblable à celle de l'église du Mans, pour régler le chœur.